# Blanquer
Un blanquer era un menestral que tenia l'ofici de fer les operacions preliminars per adobar les pells. Cal recordar que, tot i que aquest ofici ja no existeix, a Catalunya en alguns llocs encara anomenen blanquer a l'ofici que de fet engloba tot el procés del cuir: l'adober. El nom dels blanquers prové del fet que les cambres a on treballaven restaven sempre emblanquinades a causa de la calç que empraven en aquest ofici.
La transformació de les pells animals en cuir requeria un laboriós procés que desenvolupaven tres professionals diferents de manera consecutiva: Primer els blanquers, seguidament els assaonadors i per acabar els diversos menestrals que en feien els béns concrets (sabates, selles de muntar, bosses, etc.). El nivell de riquesa també seguia aquest ordre: en el ram del cuir els més rics eren els blanquers, ja que treballaven a l'engròs, seguits a distància pels assaonadors, i per exemple de l'última fase els sabaters acostumaven a quedar endeutats amb els segons. Aquesta segmentació del procés del cuir és pròpia almenys de la Barcelona d'època moderna i altres ciutats catalanes amb una indústria de la pell potent, però a la majoria de ciutats europees del mateix moment l'ofici quedava simplificat al professional de l'adober.
Els blanquers eren els que en primera instància adquirien la matèria primera encara fresca de les carnisseries i dels marxants de bestiar. Havien de fer-hi diversos tractaments: submergir-les en aigües tànniques, encalcinar-les, netejar-les de restes càrnies, raspar-ne les impureses que encara quedessin, subjectar-les estirades per assolir la màxima superfície, adobar-les en clots i remeses, etc. Quan tot això estava fet venien aquestes pells ja consolidades a l'assaonador el qual continuava amb el procés per fer-ne cuir. A causa de la intensa pudor que generava aquesta activitat i també de la necessitat de disposar a prop d'una séquia amb aigua abundant, els blanquers solien tenir llurs obradors i calciners en llocs marginals dins les ciutats, o fins i tot a fora.
N'hi havia una quantitat important a Barcelona (des del 1200; a mitjan segle xv n'hi havia trenta), Igualada, Vic, Lleida, Girona, i altres ciutats importants. Cal tenir en compte que des del segle xvi la manufactura del cuir catalana es va deslocalitzar de Barcelona fugint de les estrictes normes gremials i els elevats costos per tal d'instal·lar-se i créixer a ciutats com Igualada, Manresa, Vic, Olot, Solsona i Girona; i a finals del xvii la indústria fins i tot es desurbanitza per cercar els baixos salaris rurals.
A Mallorca, els blanquers i els assaonadors (un dels oficis més nombrosos de la ciutat) conformaven un col·legi professional. El col·legi està documentat del segle xv, i les primeres ordinacions conegudes són de 1420. Inicialment, el seu patró fou el misteri de Santa Fe, però, a començament del segle xvi, s'empararen sota la protecció de sant Cristòfol, que veneraven a la mateixa església de Santa Fe, situada a la barriada de la Calatrava. La vinculació entre els blanquers, la Calatrava, sant Cristòfol i l'església de Santa Fe va ser intensa durant molts de segles: tots els blanquers tenien els obradors establerts a la barriada, on encara abunden les rajoletes amb imatge del sant, igualment venerat a l'església de Santa Fe, i la sala dels blanquers era situada just al costat de l'església, davant la Porta del Camp; fins i tot, el nom de l'ofici arribà a ser substituït, el segle xx, per la denominació de calatraví. L'escut del col·legi consistia en dos lleons sostenint un calze.